# Bandiera di Turks e Caicos
La bandiera di Turks e Caicos fu adottata il 7 novembre 1968.
Si tratta di una Blue Ensign, al pari di molti altri territori britannici d'oltremare, con lo stemma di Turks e Caicos sul lato al vento.
La Red Ensign è invece utilizzata dalla marina mercantile.